# 순국경찰관 합동묘지
순국경찰관 합동묘지는 대한민국 충청남도 논산시 등화동에 있는 묘지이다. 2006년 7월 13일 논산시의 향토문화유산 제33호로 지정되었다.

## 개요
경찰관 합동묘지는 등화동 국도변에 위치하고 있다. 한국 전쟁 당시 지역사수의 결의로 강경전투에서 전사한 강경경찰서(현 논산경찰서) 소속 경찰관 83위의 유해가 안장된 합동묘지이다.